# Primátor hlavního města Prahy
Primátor hlavního města Prahy je nejvyšším činitelem v zastupitelstvu hlavního města, který zároveň vykonává funkci hejtmana kraje. Jeho úkolem je především zastupovat hlavní město Prahu navenek. Pražský primátor je jedním ze sedmi držitelů klíčů od korunní komory ve svatovítské katedrále, v níž jsou uchovávány české korunovační klenoty. Současným pražským primátorem je Bohuslav Svoboda z Občanské demokratické strany.

## Historie
Roku 1784 došlo z rozhodnutí císaře Josefa II. ke sloučení do té doby samostatných pražských měst (Staré Město pražské, Nové Město pražské, Menší Město pražské, Hradčany) do jediného samosprávného celku nazvaného jako královské hlavní město Praha. V jeho čele stál purkmistr. Ve druhé polovině 19. století bylo označení „purkmistr“, jakožto z němčiny přejaté slovo, nahrazeno českým označením „starosta“. V souvislosti s plánovaným vznikem Velké Prahy (značné rozšíření Prahy o její předměstí) navrhl městský archivář Václav Vojtíšek, aby vrchní starosta nového velkoměsta užíval historického titulu primátor (latinského původu). Označení „primátor“ tak vstoupilo v platnost spolu se vznikem Velké Prahy 1. ledna 1922.

## Pravomoci
Primátora volí zastupitelstvo hlavního města Prahy a primátor mu je z výkonu své funkce odpovědný. Primátor má právo svolávat zasedání Zastupitelstva hlavního města Prahy. Právem pražského primátora je slavnostní předávání symbolických klíčů od města významným zahraničním návštěvníkům.
Plat pražského primátora v roce 2024 činil 168 785 Kč.

## Insignie
Insignií primátora hlavního města Prahy je tzv. primátorský řetěz. O jeho zřízení rozhodla pražská městská rada v roce 1897. Starosta královského hlavního města Prahy jej měl nosit při slavnostních příležitostech. Řetěz s medailí byl zhotoven z ryzího zlata podle návrhu architekta Antonína Balšánka zlatníkem Karlem Ebnerem a 18. srpna 1898 byl slavnostně předán starostovi Janu Podlipnému.
Přední strana medaile řetězu původně nesla podobiznu císaře a krále Františka Josefa I. s nápisem: „Za panování Jeho Veličenstva císaře a krále Františka Josefa I. – MDCCCXCVII“. Za první republiky došlo ke sbroušení a vyhlazení celé přední strany medaile s portrétem Františka Josefa, medaile byla obrácena a jako avers se dodnes používá původně zadní strana medaile se znakem Prahy (podle verze staroměstského znaku z roku 1649) s nápisem: „Slovutnému starostovi královského hlavního města Prahy“.

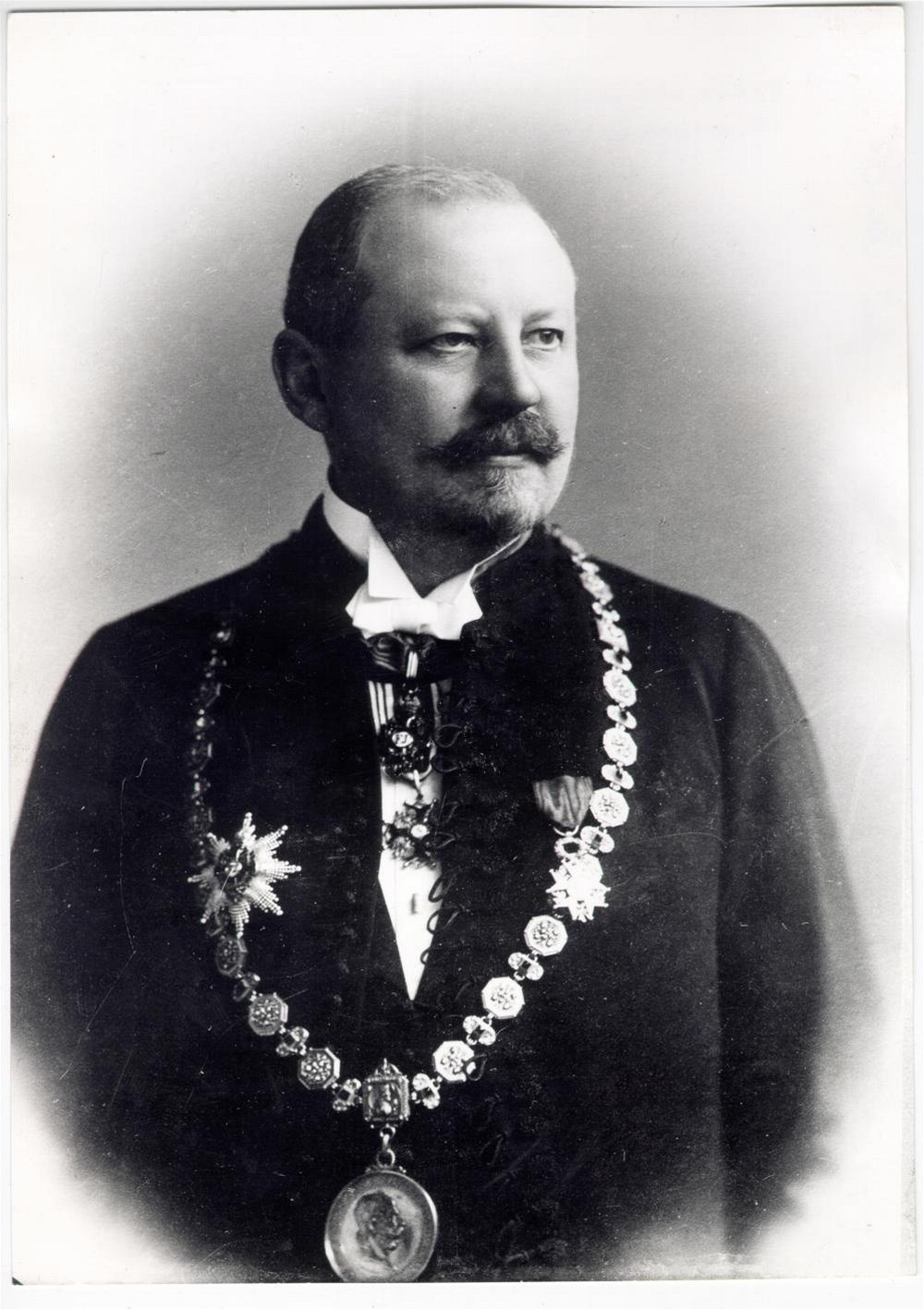
Primátorský řetěz s původním aversem s podobiznou císaře Františka Josefa na fotografii pražského starosty Karla Groše (1906–1918)
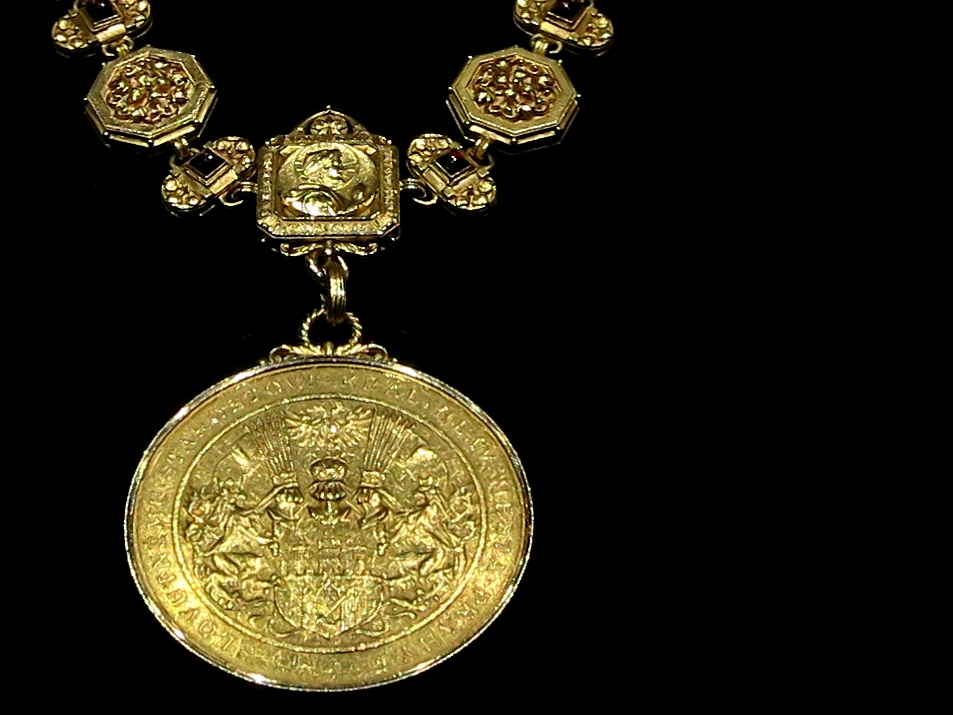
Detail primátorského řetězu, pohled na medaili.